# Pavia di Udine
Pavia di Udine là một đô thị ở tỉnh Udine trong vùng Friuli-Venezia Giulia thuộc Ý, có cự ly khoảng 60 km về phía tây bắc của Trieste và khoảng 9 km về phía đông nam của Udine. Tại thời điểm ngày 31 tháng 12 năm 2004, đô thị này có dân số 5.653 người và diện tích là 34,6 km².
Đô thị Pavia di Udine có các frazioni (đơn vị cấp dưới, chủ yếu là các làng) Chiasottis, Cortello, Lauzacco, Lumignacco, Percoto, Persereano, Popereacco, Risano, và Ronchi.
Pavia di Udine giáp các đô thị: Bicinicco, Buttrio, Manzano, Mortegliano, Pozzuolo del Friuli, Pradamano, Santa Maria la Longa, Trivignano Udinese, Udine.